# Dama Dramani
Dama Dramani, né en 1944 à Manigri au Bénin, est un homme politique togolais qui a été président de l'Assemblée nationale du 26 juillet 2013 au 20 décembre 2018. Il est secrétaire général du Rassemblement du peuple togolais (RPT), le parti au pouvoir au Togo, de 2003 à 2006. Après les élections législatives de 2007, il est président du groupe parlementaire RPT à l'Assemblée nationale.

## Biographie

### Origines et études
Dama Dramani, né à Manigri au Bénin en 1944, appartient à l'ethnie bassari. Il est le demi-frère de l'une des épouses de Gnassingbé Eyadema, Lami. Il est diplômé (option diplomatie) de l'Institut international d'administration publique de Paris.

### Carrière
Administrateur civil, il est nommé directeur de l'équipement et de l'immobilier au ministère des Affaires étrangères et de la Coopération le 19 août 1980 puis directeur de cabinet du ministère de la Santé publique le 4 septembre 1980. Alors qu'il est commissaire régional de Dapaong, il est nommé chef de circonscription à Lomé le 26 mai 1981.
Il devient par la suite préfet dans le Golfe avant d'être nommé directeur de cabinet du ministère des Affaires étrangères et de la Coopération le 27 janvier 1982. À ce titre, il signe la charte africaine des droits de l'homme et des peuples au nom du Togo le 26 février 1982. Il sert pendant treize ans comme directeur du protocole d'État à la présidence.
Lors des élections législatives de mars 1999, Dramani est élu à l'Assemblée nationale sous l'étiquette du RPT dans la deuxième circonscription de la préfecture de Tchamba. Il ne fait face à aucune opposition et remporte le siège avec 100 % des voix. Il rejoint ensuite le gouvernement en tant que ministre des Transports et des Ressources hydrauliques (1999-2000), puis du Commerce, de l'Industrie, des Transports et de la Zone franche jusqu'à ce qu'il soit limogé le 29 juillet 2003. Lors du huitième congrès du RPT, fin novembre 2003, il est élu secrétaire général du RPT.

### A la mort du président Eyadema
À la suite du décès du président Gnassingbé Eyadema le 5 février 2005, il déclare que l'évènement est « tragique pour le Togo ». Le fils d'Eyadema, Faure Gnassingbé, lui succède à la présidence, mais cette succession est largement jugée inconstitutionnelle. Dramani fait partie d'une délégation togolaise qui se rend à Niamey le 12 février afin d'essayer de justifier et de défendre la succession auprès de la Communauté économique des États de l'Afrique de l'Ouest (CEDEAO), qui y avait réagi avec hostilité.
Il est remplacé au poste de secrétaire général du RPT par Solitoki Esso lors du neuvième congrès du parti en décembre 2006. Il reste toutefois membre du bureau politique du RPT et membre du comité central du RPT dans la préfecture de Tchamba. Il est réélu député dans la préfecture de Tchamba lors des élections législatives d'octobre 2007 Après l'élection, il est à nouveau président du groupe parlementaire RPT.

### Du RPT à UNIR
Lors des élections législatives de juillet 2013, Dramani est réélu à l'Assemblée nationale, cette fois-ci en tant que candidat de l'Union pour la République (UNIR), parti créé pour remplacer le RPT. Il succède à Abbas Bonfoh à la présidence de l'Assemblée nationale le 2 septembre 2013, après des élections boycottées par l'opposition car l'UNIR n'est pas disposé à leur confier les postes de premier et deuxième vice-présidents. Par conséquent, le Bureau est uniquement composé de membres de l'UNIR. Il est élu à l'unanimité.
Il prend sa retraite parlementaire en 2018, ne parvenant pas à apaiser les tensions politiques et sociales du pays ni à faire passer les différentes réformes constitutionnelles souhaitées. À la fin de son mandat, il est critiqué pour sa gestion des finances de l'Assemblée. En effet, les caisses de l'Assemblée sont presque vides, une première pour l'institution.